# Oligosarcus paranensis
Oligosarcus paranensis es una especie de pez de la familia Characidae en el orden de los Characiformes.

## Morfología
Los machos pueden llegar alcanzar los 20,5 cm de longitud total y las hembras 16.

## Hábitat
Vive en zonas de clima tropical.

## Distribución geográfica
Se encuentran en Sudamérica:  cuenca del río Paraná.